# 出口拓馬
出口 拓馬（でぐち たくま、1989年12月14日 - ）は奈良県出身のサッカー指導者（日本サッカー協会公認B級コーチ）。

## 学歴
- 同志社大学
- 東京学芸大学大学院

## 指導歴
- 2013年 - 2017年 東京学芸大学 蹴球部コーチ
- 2014年 - 2017年 FC東京 サッカースクールコーチ
- 2018年 横浜FC アシスタントコーチ
- 2019年 - 2020年 京都サンガF.C.
  - 2019年 分析担当
  - 2020年 アシスタントコーチ
- 2021年 - 2022年 V・ファーレン長崎 コーチ
- 2023年 ギラヴァンツ北九州 コーチ
- 2024年 - ベガルタ仙台 アナリスト兼コーチ